# دانبرووکا-نگوکا
دانبرووکا-نگوکا (به لهستانی:  Dąbrówka-Niwka) یک روستا در لهستان است که در گمینا سکوژتس واقع شده‌است.